# Phiditia maculosissima
Phiditia maculosissima är en fjärilsart som beskrevs av Paul Dognin 1916. Phiditia maculosissima ingår i släktet Phiditia och familjen silkesspinnare. Inga underarter finns listade i Catalogue of Life.